# Jurgen Van Goolen
Jurgen Van Goolen, född 28 november 1980 i Leuven, är en professionell belgisk tävlingscyklist. Han tävlar sedan säsongen 2010 för det belgiska danska UCI ProTour-stallet Omega Pharma - Lotto.
Jurgen Van Goolen blev professionell 2002 med Domo-Farm Frites. Efter ett år i stallet blev han kontrakterad Quick Step-Davitamon under tre säsonger innan han fortsatte sin karriär i det amerikanska UCI ProTour-stallet Discovery Channel Pro Cycling Team 2006. När det amerikanska stallet lade ned sin verksamhet fortsatte belgaren till det danska stallet Team CSC.
Som amatörcyklist tävlade Jurgen Van Goolen för Saeco-Mapei mellan 1999 och 2000 innan han bytte till Domo-Farm Frites 2001. Som amatör vann han bland annat Liège-La Gleize 1999, Flandern runt för juniorer 1999, Liège-Bastogne-Liège (U23) 2000 och GP Tell 2000. 
Han blev belgisk U23-nationsmästare på tempolopp 2000 och 2001. 1998 slutade han tvåa på det belgiska juniormästerskapets tempolopp efter Gert Steegmans. Han slutade tvåa i de belgiska nationsmästerskapen för professionella efter Geert Omloop 2003, när han tävlade för QuickStep-Davitamon.
Den ryska cyklisten Denis Mensjov vann bergstävlingen i Vuelta a España 2007 framför Jurgen Van Goolen.
Under säsongen 2008 slutade Jurgen Van Goolen på sjätte plats på etapp 5, ett tempolopp, av Vuelta a España 2008 bakom Levi Leipheimer, Sylvain Chavanel, Manuel Quinziato, Alberto Contador och Alejandro Valverde.

## Meriter
2000
Belgisk U23-nationsmästare - tempolopp
2001
Belgisk U23-nationsmästare - tempolopp
2003 – Quick Step-Davitamon
2:a, Belgiska nationsmästerskapen - linjelopp
2:a, Danmark Rundt
5:a, etapp 4, Vuelta a España
5:a, Tour de la Region Wallonne
2004 – Quick Step-Davitamon
3:a, Tour de l'Ain
3:a, etapp 1, Tour de l'Ain
3:a, etapp 3, Schweiz runt
2006 – Discovery Channel Pro Cycling Team
2:a, etapp 5, Schweiz runt
2007 – Discovery Channel Pro Cycling Team
2:a, bergstävlingen, Vuelta a España 2007
2:a, etapp 2, Tyskland runt
2008 – Team CSC-Saxo Bank
6:a, etapp 5, Vuelta a España
- 2002 Domo-Farm Frites
- 2003-2005 QuickStep-Davitamon / QuickStep-Innergetic
- 2006-2007 Discovery Channel Pro Cycling Team
- 2008-2009 Team CSC
- 2010- Omega Pharma - Lotto